# Musculium lacustre
Musculium lacustre е вид мида от семейство Sphaeriidae.

## Разпространение
Видът е разпространен във Великобритания, Германия, Дания, Испания, Италия, Канада (Онтарио и Саскачеван), Китай (Вътрешна Монголия, Дзянсу, Синдзян, Фудзиен, Хунан, Хъбей, Хъйлундзян и Шандун), Литва, Монголия, Нидерландия, Полша, САЩ (Айова, Делауеър, Калифорния и Тенеси), Сирия, Турция, Унгария, Франция, Хонконг и Швейцария. Внесен е в Южна Австралия.